# اوه عزیزم (فیلم ۲۰۰۴)
اوه عزیزم (به تامیلی: Chellamae) و (به انگلیسی: Oh darling) فیلمی هندی محصول سال ۲۰۰۴ و به کارگردانی گاندی کریشنا است. در این فیلم بازیگرانی همچون ویشال، ریما سن، بهاراث، گیریش کارناد و بهانوپریا ایفای نقش کرده‌اند.